# Авиаудар по Пазичжи
11 апреля 2023 года военно-воздушные силы Мьянмы нанесли серию авиаударов по деревне Пазиджи, расположенной в регионе Сикайн. Целью атаки стал офис организации «Народные силы обороны», созданной после военного переворота в Мьянме 2021 года оппозиционным Правительством национального единства.

## Предыстория
1 февраля 2021 года вооружённые силы Мьянмы совершили военный переворот и свергли законное правительство во главе с Национальной лигой за демократию. Вскоре после этого военные создали хунту, Государственный административный совет (ГАС), и объявили в стране чрезвычайное положение. В ответ гражданские лица по всей стране устроили масштабные акции протеста, чтобы противостоять военному перевороту.
К маю 2021 года возглавляемое гражданскими лицами сопротивление переросло в гражданскую войну против ГАС, которая не желала идти на компромисс. Пазиджи расположена в традиционном бирманском буддийском центре, который быстро превратился в оплот сопротивления хунте. Это небольшая фермерская деревня, насчитывающая примерно 233 домохозяйства, расположенная в регионе Сикайн, который граничит со вторым по величине городом страны Мандалай. В начале апреля 2023 года войска армии Мьянмы начали военное наступление в регионе Сикайн, чтобы запугать и подавить местное сопротивление, сжигая деревни и совершая набеги, проводя казни сельских жителей и изгоняя тысячи людей из их домов.

## Авиаудар
11 апреля 2023 года более 800 жителей деревни собрались в Пазиджи, чтобы отпраздновать открытие административного офиса «Народных силы обороны», где им были предложены еда и чай. Это событие совпало с третьим днём празднования бирманского Нового года. Во время празднования истребитель JF-17 нанёс по деревне авиаудар. Вскоре после этого вертолёт произвёл беспорядочный обстрел целей на земле. В результате авиаударов погибло не менее 165 мирных жителей и ещё 30 получили ранения, многие из жертв были женщинами и детьми.
Позже, в 17:23, вертолёт Ми-35, взлетевший с военно-воздушной базы Тадау, нанёс ещё один удар по деревне Пазиджи. Вечером 11 апреля представитель хунты, генерал-майор Зо Мин Тун, подтвердил, что удар был нанесён, но не сообщил количество жертв.
В результате авиаудара погибли 34 ребёнка, многие тела было невозможно опознать. Каждая семья в деревне потеряла от 2 до 4 членов семьи.

## Реакции

### Международная
Генеральный секретарь Организации Объединённых Наций Антониу Гутерриш 11 апреля выступил с заявлением, в котором решительно осудил нападение и потребовал привлечь к ответственности виновных. Специальный докладчик Организации Объединённых Наций по вопросу о положении с правами человека в Мьянме Том Эндрюс заявил: «Нападения вооружённых сил Мьянмы на невинных людей, включая сегодняшний авиаудар в Сагайне, вызваны безразличием мира и теми, кто снабжает их оружием».
13 апреля ASEAN выступила с заявлением, в котором осудила нападение, заявив, что «все формы насилия должны быть немедленно прекращены, особенно применение силы против гражданских лиц», и подтвердила консенсус из пяти пунктов, согласованный в апреле 2021 года.
Государственный департамент Соединённых Штатов выразил глубокую озабоченность по поводу авиаударов и призвал режим Мьянмы положить конец ужасающему насилию. Главный секретарь кабинета министров Японии Хирокадзу Мацуно решительно осудил насилие и призвал как к прекращению насилия, так и к восстановлению демократии. Министерство иностранных дел Тайваня осудило применение силы бирманскими военными, добавив, что это ухудшит внутреннюю ситуацию, и призвало режим восстановить демократию. И Китай, и Россия отказались принять проект резолюции, осуждающий авиаудар.
Amnesty International призвала к международной приостановке импорта авиационного топлива в Мьянму.

### Внутренняя
Правительство национального единства (NUG) приказало приспустить флаг Народных сил обороны (PDF) в память о жертвах воздушных атак военных.
Представительный комитет Ассамблеи Союза выступил с заявлением, в котором предупредил, что, если международное сообщество не предпримет решительных действий против террористической армии, бесчисленное количество бирманских граждан будет продолжать гибнуть.
Министерство обороны NUG заявило, что воздушный удар по деревне Пазиджи представляет собой военное преступление, и обязалось как можно скорее изгнать военный режим из Мьянмы.
Министр иностранных дел NUG Зин Ма Аун объявила, что будет стремиться обеспечить справедливость для деревни Пазиджи.
Государственный консультативный совет каренни (KSCC) заявил в своем заявлении, что террористический военный совет занимается массовыми воздушными убийствами, направленными против гражданских лиц, и подчеркнул необходимость согласованных усилий для борьбы с военной диктатурой со всей силой, чтобы быстро положить конец её правлению.